# Tenancingo (El Salvador)
Tenancingo è un comune del dipartimento di Cuscatlán, in El Salvador.

## Storia
Non si conosce l'esatta data di fondazione del primo villaggio ma alcuni resti di manufatti testimoniano dell'insediamento di Indiani Pipis in epoca precolombiana.